# Euspondylus acutirostris
Euspondylus acutirostris — вид ящірок родини гімнофтальмових (Gymnophthalmidae). Ендемік Венесуели.

## Поширення і екологія
Euspondylus acutirostris мешкають в горах Прибережного хребта на півночі Венесуели. Вони живуть у вологих гірських і хмарних тропічних лісах та серед скель, місцями порослих чагарниками. Зустрічаються на висоті від 1000 до 2760 м над рівнем моря.